# Жіноче підкорення
Жіноче підкорення або фемсаб — діяльність або стосунки, у яких жінка підкоряється вказівкам сексуального партнера або її тіло використовується партнером сексуально або для сексуального задоволення. Вираз часто асоціюється з БДСМ, де підкорення такій діяльності зазвичай відбувається добровільно та за згодою. Підкорення зазвичай передбачає певну довіру жінки до свого партнера. Домінуючим партнером зазвичай є чоловік, але також може бути інша жінка, або може бути кілька домінуючих партнерів одночасно. Покірна жінка може отримувати сексуальне задоволення або емоційне задоволення від відмови (в різному ступені) від контролю (а також від задоволення) домінантного партнера, якому довіряють.
Дослідження 1985 року показало, що близько 30 % учасників БДСМ-дій були жінки. Дослідження 2015 року вказує на те, що 61,7 % жінок, які активно займаються БДСМ, висловили перевагу ролі підпорядкованої особи, 25,7 % підтримують зміну ролей (роль «перемикач»), тоді як 12,6 % вважають за краще мати домінуючу роль, але останнє опитування 2017 року показує, що жінки, як правило, самоідентифікувати себе як покірну, рабиню, нижчу або принижену (SSBM) і завжди виконувати ролі підпорядкування, тоді як чоловіки схильні ідентифікувати себе як домінанта, господаря, вищого або садиста (DMTS) і завжди виконувати домінуючі ролі.
Важливо пам'ятати, що в контексті БДСМ всі дії мають бути добровільними, згодними та безпечними для всіх учасників. Безпека, згода та взаємна повага є основними принципами будь-яких взаємовідносин у цій сфері.

## Еротицизм
Підпорядкування може набувати форми пасивності або покори щодо будь-якого аспекту поведінки. Підпорядкування може стосуватися партнера в міжособистісних стосунках, наприклад дозволити сексуальному партнеру ініціювати будь-яку сексуальну активність, а також встановлювати час, місце та сексуальну позицію. Це також може бути пов'язано з типом сексуальної активності, до якої братимуть участь партнери, включаючи некоітальний секс, як-от анальний секс або БДСМ чи сексуальні рольові ігри.
Деякі види статевих актів вимагають, щоб жінка була пасивною, поки активний партнер виконує з нею статеві акти, і це може розглядатися як форма підпорядкування. Покора може бути частиною сексуальної рольової гри або активності, а також стосуватися стилю одягу, якщо такий є, або поведінки чи будь-яких інших манер. Фактично, будь-яка дія, що виконується над пасивною жінкою, наприклад, роздягання, може розцінюватися як покірна поведінка з боку жінки.
Підкорення може проявлятися багатьма способами, за допомогою яких жінка відмовляється від сексуального чи особистого контролю іншій, як-от акти служіння, еротичного приниження чи покарання, такого як еротичні порки, висмикування волосся, побиття палицею і бичування, примусовий оргазм і жіноча еякуляція, обмеження оргазму, золотий дощ, катування вагіни, «примусова» цнотливість, воскова гра, плювання або інша діяльність, іноді пов'язана з бондажем.
Жіноче підкорення може мати форму участі в сексуальних відносинах з особою, яка не є її звичайним партнером, як у випадку свінгу (іноді його називають обміном дружинами), немоногамії або проституції. Жіноче підпорядкування може бути у вигляді одягненого чоловіка, оголеної жінки. Рівень і тип підпорядкування можуть відрізнятися від людини до людини та від часу до часу. Деякі жінки вирішують включати час від часу сексуальне підпорядкування в інше традиційне сексуальне життя. Наприклад, жінка може прийняти роль підпорядкованої під час сексуальної активності, щоб подолати статеве гальмування, яке вона може мати. Жінка може підкоритися повний робочий день, ставши рабинею способу життя.
Багато людей отримують еротичне задоволення від покірності партнерки, яку вони можуть сприймати як збудження; а деякі люди вважають явну пасивність формою жіночого флірту чи зваблення. Деякі жінки підкоряються сексуальним бажанням свого партнера заради задоволення партнера, що само по собі може призвести до сексуального задоволення для покірної жінки. В інших випадках підпорядкування здійснюється виключно для задоволення партнера, коли жінка не отримує задоволення як такого від діяльності.

## Психологія

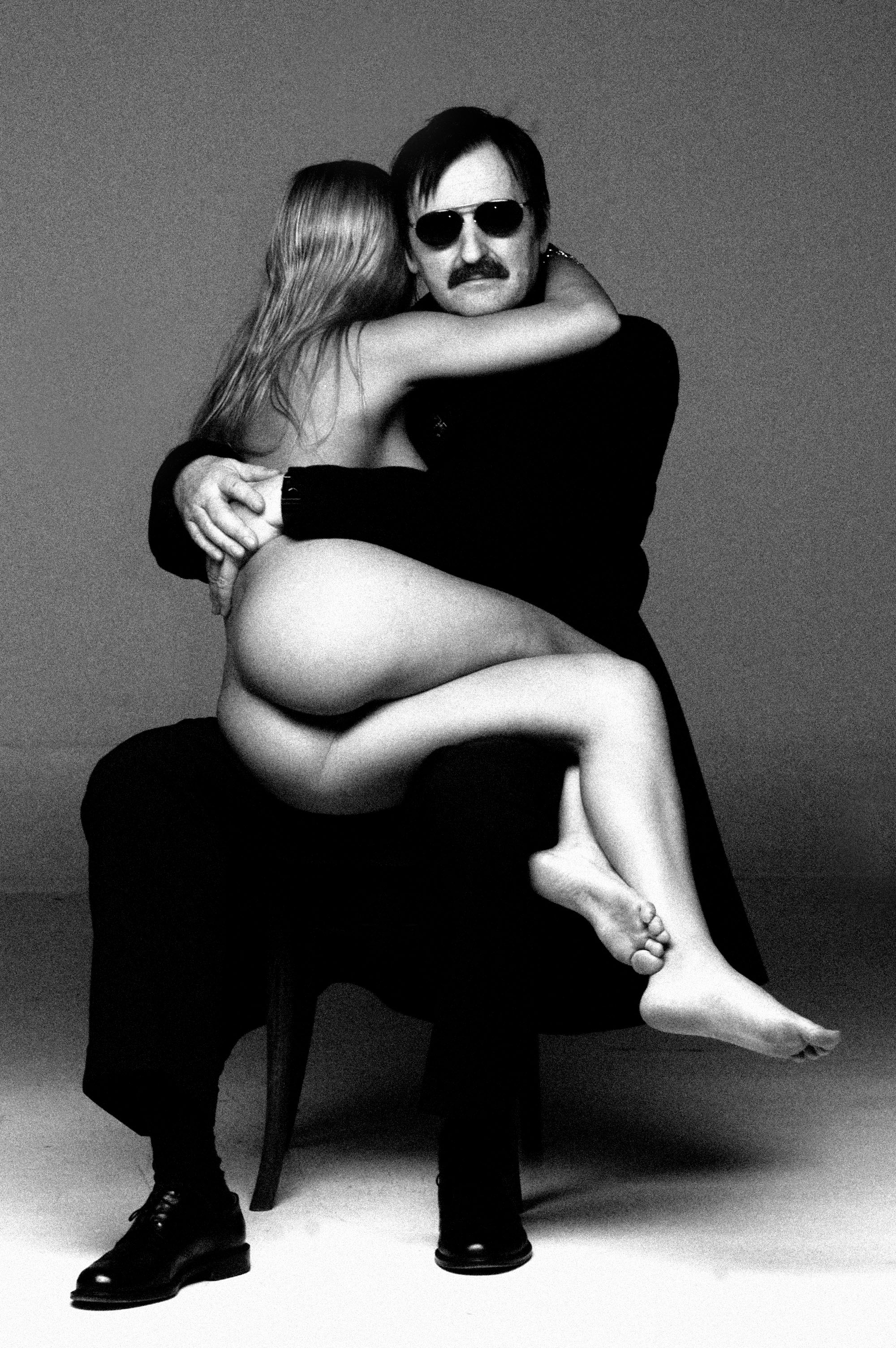
Художнє зображення чоловіка-домінанта, який обіймає оголену жінку-сабмісиву.

Пояснення жіночого підкорення в БДСМ може включати різні аспекти, в тому числі:
1. Психосексуальні фактори — деякі жінки можуть відчувати сексуальне збудження або задоволення від ролі підкореної. Це може бути пов'язане зі відчуттям безпеки, відчуттям влади партнера, відчуттям взаємного довір'я або іншими елементами, які вони сприймають як стимулюючі.
2. Психологічні потреби та фантазії — деякі жінки можуть мати психологічні потреби або фантазії, пов'язані зі знущанням або підкоренням, які вони знаходять стимулюючими або ексцитуючими у сексуальних ситуаціях.
3. Психологічні причини — жінки можуть відчувати емоційну інтенсивність через відчуття підкорення, що може містити відчуття піднесення, впевненість у собі, емоційний зв'язок з партнером через спільний досвід нових сексуальних ситуацій.
4. Індивідуальні причини — як і в разі чоловіків, жінки можуть мати власні унікальні причини для відчуття привабливості до підкорення в БДСМ. Це може бути пов'язано з їхніми особистісними характеристиками, досвідом, вихованням, статевою орієнтацією та іншими факторами.

## В літературі
Жіноча підпорядкованість поширена в традиційній літературі. «Історія О», опублікована в 1954 році французькою мовою, — це еротична розповідь про жіночу покірність за участю прекрасної паризької модної фотографки, на ім'я О, яку навчили бути постійно доступною для будь-яких форм сексу, пропонуючи себе будь-якому чоловікові.
Походження Диво-жінки тісно пов'язане зі світом БДСМ і фемінізму. Його творець Вільям Марстон, палкий фемініст і практикуючий психолог, не вважав жіночу покору проявом слабкості чи поразки. Раніше він сприймав це як акт любові та поваги.

## Подальше читання
- Покірні жінки — розповіді про жіночу покірність Монік Лассен. ASIN: B006WBRN9C.
- Генрісон, Дін (2014). ″Викрита бійка дівчини. ″ Створити простір.ISBN 978-1493767496ISBN 978-1493767496.